# Xujiahui

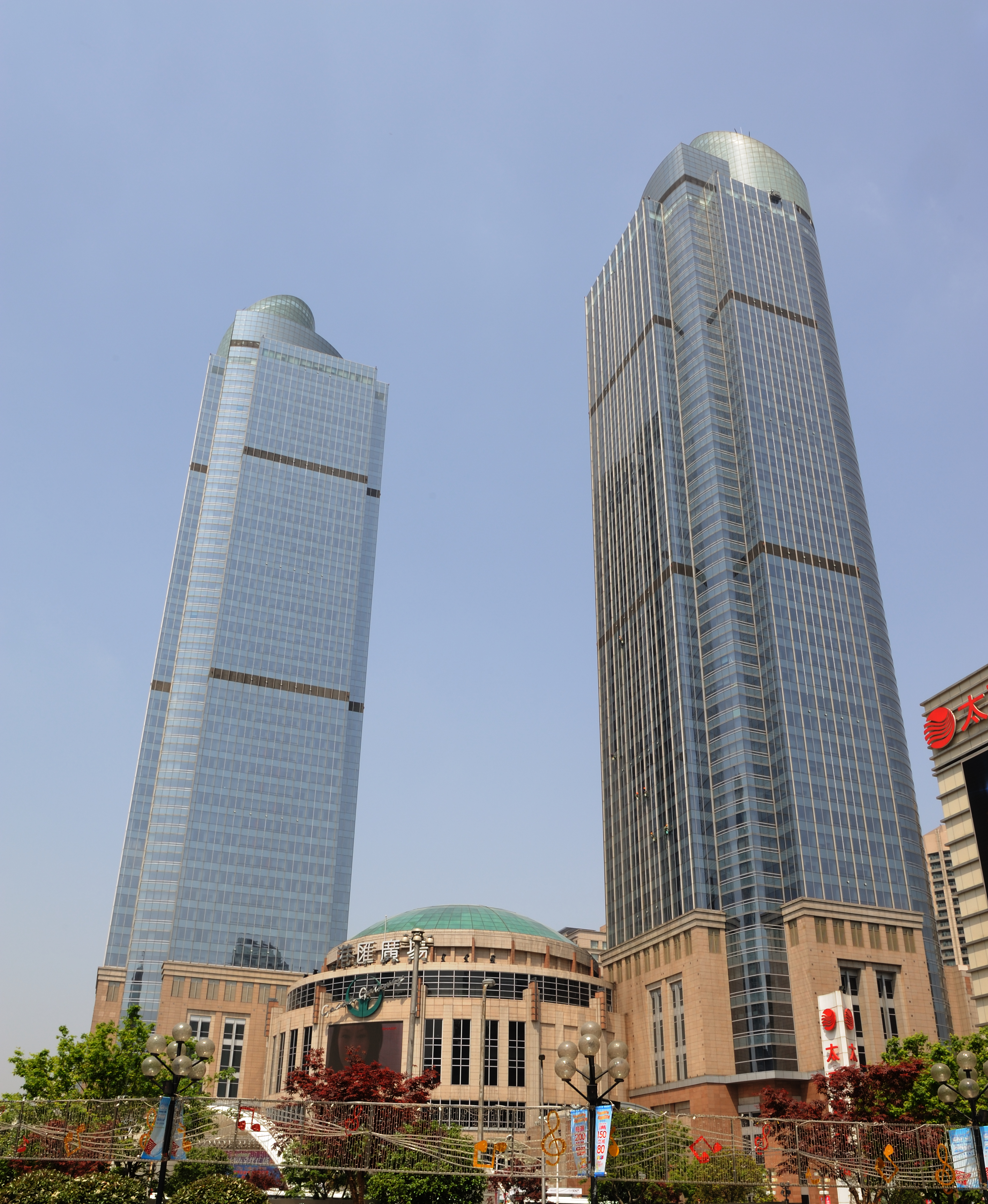

Xujiahui (徐家汇) is een station van de metro van Shanghai. Het station is onderdeel van lijn 1, lijn 9, lijn 11, en ligt binnen de binnenste ringweg van Shanghai.
Het station heeft negentien uitgangen, het grootste aantal van alle metrostations in Shanghai. Binnen drie minuten loopafstand liggen zes grote winkelcentra en acht kantoortorens. Door deze kantorenconcentratie is dit station druk gedurende de spitsuren.
Fujin Road · West Youyi Road · Bao'an Highway · Gongfu Xincun · Hulan Road · Tonghe Xincun · Gongkang Road · Pengpu Xincun · Wenshui Road · Shanghai Circus World · Yanchang Road · North Zhongshan Road · Station Shanghai · Hanzhong Road · Xinzha Road · People's Square · South Huangpi Road · South Shaanxi Road · Changshu Road · Hengshan Road · Xujiahui · Shanghai Indoor Stadium · Caobao Road · Station Shanghai-Zuid · Jinjiang Park · Lianhua Road · Waihuan Road · Xinzhuang

Lijnen van de metro van Shanghai: 1 · 2 · 3 · 4 · 5 · 6 · 7 · 8 · 9 · 10 · 11 · 12 · 13 · 14 · 15 · 16 · 17 · 18 · Pujiang Line
Songjiang South · Zuibaichi Park · Songjiang Sports Center · Songjiang Xincheng · Songjiang University Town · Dongjing · Sheshan · Sijing · Jiuting · Zhongchun Road · Qibao · Xingzhong Road · Hechuan Road · Caohejing Hi-Tech Park · Guilin Road · Yishan Road · Xujiahui · Zhaojiabang Road · Jiashan Road · Dapuqiao · Madang Road · Lujiabang Road · Xiaonanmen · Shangcheng Road · Century Avenue · Middle Yanggao Road · Fangdian Road · Lantian Road · Taierzhuang Road · Jinqiao · Jinji Road · Jinhai Road · Gutang Road · Minlei Road · Caolu

Lijnen van de metro van Shanghai: 1 · 2 · 3 · 4 · 5 · 6 · 7 · 8 · 9 · 10 · 11 · 12 · 13 · 14 · 15 · 16 · 17 · 18 · Pujiang Line
Disney Resort · Kangxin Highway · Xiuyan Road · Luoshan Road · Yuqiao · Yanyu Road · Pusan Road · East Sanlin · Sanlin · Oriental Sports Center · Longyao Road · Yunjin Road · Longhua · Shanghai Swimming Center · Xujiahui · Jiaotong University · Jiangsu Road · Longde Road · Caoyang Road · Fengqiao Road · Zhenru · Station Shanghai-West · Liziyuan · Qilianshan Road · Wuwei Road · Taopu Xincun · Nanxiang · Chenxiang Road · Malu · Jiading Xincheng · Baiyin Road · West Jiading · North Jiading
aftakking: Jiading Xincheng · Shanghai Circuit · East Changji Road · Shanghai Automobile City · Anting · Zhaofeng Road · Guangming Road · Huaqiao

Lijnen van de metro van Shanghai: 1 · 2 · 3 · 4 · 5 · 6 · 7 · 8 · 9 · 10 · 11 · 12 · 13 · 14 · 15 · 16 · 17 · 18 · Pujiang Line
- Library of Congress Control Number: no2018027565
- Virtual International Authority File: 172152080578507230004
- WorldCat: E39PBJf8pWCygbPw7CxdVJVKVC